# Фельдман, Реувен
Реувен Фельдман (ивр. ראובן פלדמן‎; род. 29 декабря 1899 года, Краков, Австро-Венгрия — 7 апреля 1990 года, Израиль) — израильский общественный деятель, политик, депутат кнессета 2-го созыва от партии МАПАЙ.

## Биография
Реувен Фельдман родился в еврейской семье в Кракове, его родители — Исраэль Цви Фельдман и Рахель Гольдберг. Фельдман получил религиозное образование. Получил статус раввина.
Светское образование Реувен Фельдман получил в Институте Коммерции и Экономике Кракова. В 1920 году он вступил в молодежную сионистскую организацию «Цеирей Цион». В 1933 году Фельдман репатриировался на территорию Подмандатной Палестины, где возглавил объединение выходцев из Кракова.
В 1951 году Фельдман был избран в кнессет 2-го созыва от партии МАПАЙ, где вошел в комиссию кнессета и комиссию по экономике.
Скончался 7 апреля 1990 года в возрасте девяноста лет.